# Young Yoon
Young Yoon (...) è un animatore e sceneggiatore statunitense.
Nel corso della sua carriera ha lavorato su: Godzilla the series, Roswell Conspiracies e Gen¹³.